# National Nuclear Data Center
Le National Nuclear Data Center ou  centre national de données nucléaires est une organisation basée dans le Laboratoire national de Brookhaven (Brookhaven National Laboratory) aux États-Unis et qui est dépositaire de données concernant la chimie nucléaire, tels que les structures nucléaires, les demi-vies et des données de réactions nucléaires, ainsi que des informations historiques concernant les expériences et la littérature scientifique liée. Selon le réseau scientifique ResearchGATE, "Le National Nuclear Data Centre NNDC recueille, évalue et met à disposition des données de physique nucléaire pour la recherche nucléaire fondamentale et les technologies nucléaires appliquées.".
Le directeur en 2015 du NNDC est le Dr Michal Herman.

## Historique
Le groupe précédent le NNDC a été fondé en 1951 quand un groupe connu sous le nom "Brookhaven Neutron Cross Section Compilation Group" a été formé au Laboratoire national de Brookhaven. En 1955, ce groupe a publié le livre de référence "BNL-325", qui compilait des cross sections du neutron. Après avoir été renommé "the Sigma Center", le groupe a été transféré à la "Reactor Physics Division of the Nuclear Engineering Department" du Laboratoire national de Brookhaven en 1960. À la même époque, le groupe "Cross Section Evaluation Group" a été formé dans la même division et les deux groupes ont travaillé étroitement ensemble et partagé du personnel de soutien. En 1964, le Dr Charles Porter, physicien théoricien nucléaire et chef du groupe "Cross Section Evaluation Group" est mort. Le Dr John Stehn, chef du "Sigma Center", est ainsi devenu aussi chef par intérim du groupe d'évaluation des sections croisées,.
Les deux groupes fusionnent en 1967, devenant le "National Neutron Cross Section Center" (NNCSC) avec le Dr Sol Pearlstein officiellement nommé directeur de la NNCSC en 1968. En 1977, ce centre reçoit de nouvelles responsabilités sur des données de structures nucléaires et de demi-vies, de la "Energy Research and Development Administration"(ERDA), son nom est changé en National Nuclear Data Center. Le Dr Charles Dunford est en le directeur de 1992 à 2002, à l'exception d'une absence de deux ans (1993-1995) pendant lesquelles il a été chef de la "Nuclear Data Section" à l'"International Atomic Energy Agency" (IAEA). Pendant son absence, Mulki Bhat a été nommé chef par intérim du NNDC et depuis, le poste a été occupé successivement par Dr Pavel Oblozinskiy et Dr Michal Herman.

## Activité actuelle

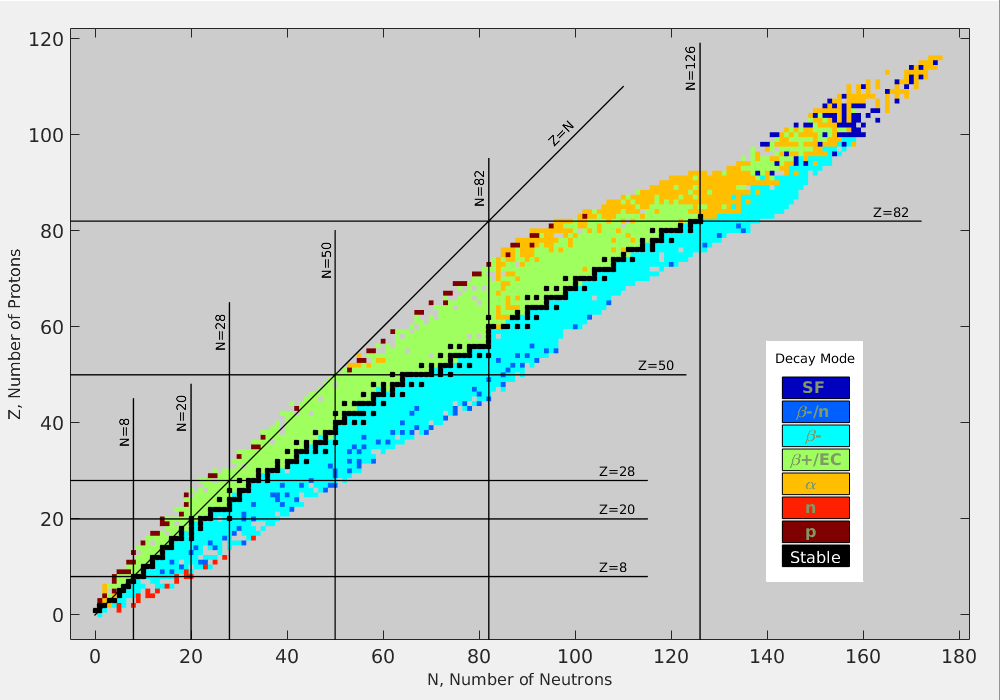
Graphique obtenu à partir de données du National Nuclear Data Center.

Le NNDC accomplit sa mission originelle de stockage, d'évaluation et mise à disposition de données en physique nucléaire et chimie nucléaire. Ces données sont destinées à être utile "pour la recherche nucléaire fondamentale, les technologies nucléaires appliquées, y compris l'énergie, blindage, médicale et la sécurité intérieure.". En 2004, Le NNDC a lancé un programme de modernisation comprenant en particulier la numérisation des données et offrir de nouveaux services web. Dans le cadre de ce programme, le centre a été mis à niveau via des plates-formes de stockage de données et de calcul basés sur Linux ainsi que l'implantation de logiciels de bases de données qui permettent des usages supplémentaires de Java et de Sybase.